# 액시스 오브 저스티스

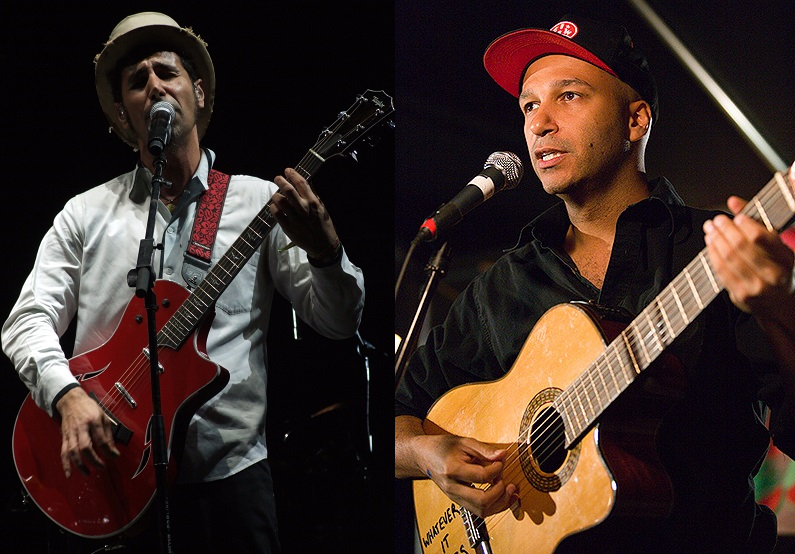

액시스 오브 저스티스(영어: Axis of Justice)는 톰 모렐로와 세르이 탄키안이 설립한 음악 단체이다.